# 오쿠자키 켄조

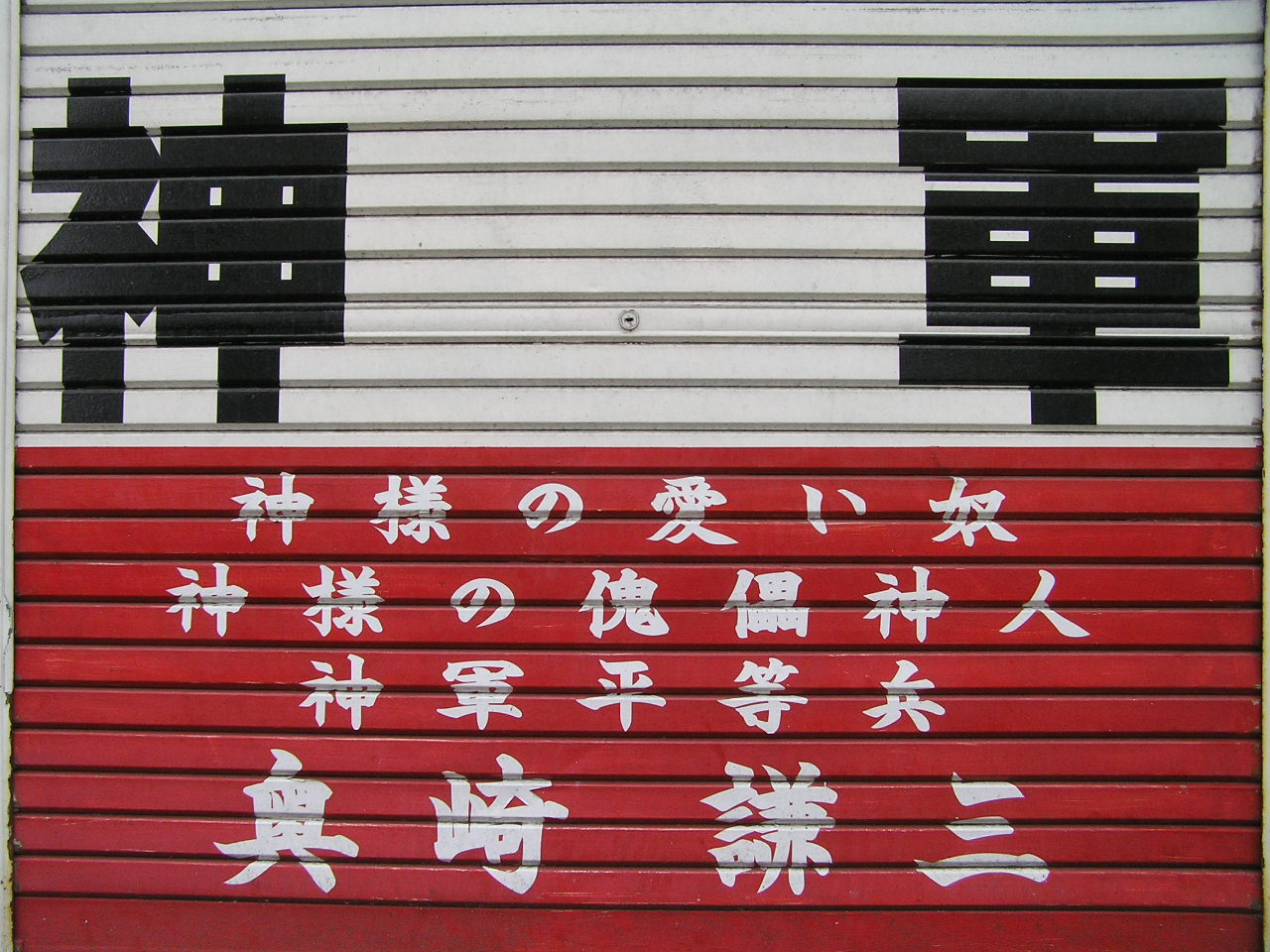
오쿠자키 켄조의 자택(현재는 철거됨).

오쿠자키 켄조(일본어: 奥崎 謙三: 1920년 2월 1일-2006년 6월 16일)는 일본 육군 군인(최종 계급 상등병) 출신의 저술가, 배우다. 쇼와 천황 파칭코 저격사건, 황실 포르노 삐라 사건 등을 일으켰다. 스스로를 신군평등병(神軍平等兵)이라고 칭했다.

## 일생
1920년 효고현 아카시시에서 태어났다. 본적지는 효고현 미키시 쿠치요카와정전이다. 소학교를 졸업한 후 무명도매상 점원으로 먹고살았다.
1940년 징병검사에서 갑종합격하여 1941년 3월 오카야마연대에 이등병으로 입영, 이후 중국 구강시의 공병대로 전속되었다. 1943년 1월 독립공병 제36연대에 배속되어, 당시 격전지였던 뉴기니에 파견되었다. 부대는 패배를 거듭하면서 기아와 학질에 시달렸고, 1100명 중 불과 30여명만 살아남았다. 오쿠자키는 패주 와중 상관에게 폭행당하고 식량을 빼앗겼으며, 또한 오른손과 오른발에 적탄을 맞아 오른손 새끼손가락을 잃었다. 상등병까지 진급한 뒤 1944년 7월 18일 서뉴기니에서 연합군의 식량을 훔치다가 발각되자 투항, 호주군의 포로가 되었다. 포로번호는 148715였고, 포로수용소에서 병원 요리사로 노역했다. 1946년 3월 귀환했다. 당시 호주 당국은 귀환선에 신선한 야채와 육류를 대량으로 실어 주었는데, 선내 급식이 극히 나쁘자 선원들이 식량을 횡령하고 있다는 소문이 돌았다. 오쿠자키는 소문을 확인하고자 단신으로 선장실로 쳐들어가 선장을 두들겨 패고 이발용 가위로 찔렀다. 폭행 피해자였던 선장이 횡령이 드러나는 것을 원하지 않아 사건을 덮었고, 처벌을 받지 않았다. 이후 귀국할 때까지 엄청난 양의 식량이 배급되었고, 그때까지 눈에 띄지 않던 오쿠자키는 선내 귀환병들의 영웅이 되었다.
1947년 3월 미키시의 공화제작소(共和製作所)에 취직했다. 같은 해 5월, 제작소의 료모(寮母)였던 이시지 시즈미(石地シズミ)와 결혼했다. 1951년 고베시 효고구에 썬전지공업소(サン電池工業所)를 개업하고 배터리, 중고차를 판매 및 자동차 수리업을 했다. 1956년 점포 임대차를 둘러싼 금전문제로 부동산업자를 찔러죽여 상해치사죄로 징역 10년형을 살았다.

### 쇼와 천황파칭코 저격사건
출옥한 뒤 1969년 1월 2일, 황거에서 6년만에 행해진 일반참하에서 오쿠자키는 쇼와 천황에게 파칭코 구슬을 발사했다. 천황의 발코니에서 15미터 떨어진 곳에서 사제 새총으로 파칭코 구슬 3개를 발사하고, 이어 “야마자키, 천황을 피스톨로 쏜다!”고 외치고 구슬을 한 개 더 날렸다. 구슬은 모두 천황의 발치, 발코니에 맞아서 천황은 다치지 않았고, 오쿠자키는 사복형사에게 그 자리에서 체포되었다. 공판에서는 성기를 노출하고 검사에게 오줌을 갈기고 판사에게 침을 뱉었다. 결국 폭행죄로 징역 1년 6개월을 선고받았다. 원래 황거 발코니에는 방탄유리가 없었지만, 이 사건을 계기로 방탄유리를 넣게 되었다.

### 황실 포르노 삐라 사건
1974년, 잔류일본군 구출을 목적으로 괌을 방문했다. 1976년에는 『우주인의 성서!?』를 자비출판했다. 그 책을 선전하기 위해 긴자, 시부야, 신주쿠의 보행자천국에서 포르노 사진에 천황일가의 사진을 콜라주한 찌라시 3,000장을 뿌렸다(황실 포르노 삐라사건). 이 사건으로 전국지명수배되었고, 독립공병 제36연대 전우였던 전 하사관의 집을 방문했다가 사이타마현경에게 발견되어 후카야 경찰서에 체포되었다. 이후 외설물반포 등의 죄로 1년 2개월형을 살았다.

### 선거 출마
1977년에는 옥중에서 참의원 선거 전국구에 출마했고, 1980년 다시 참의원 선거 전국구에 입후보했다. 자신의 선거광고 게재를 거부한 아사히신문사 사장 와타나베 세이키를 테러할 계획을 세웠지만, 연말에 우연히 텔레비전에서 당시 자민당 최대 파벌이었던 목요회의 송년회 뉴스를 보면서, “천황을 통하는 사회의 악인(因)”이라고 다나카 가쿠에이로 목표를 변경했다. 1981년 『다나카 가쿠에이를 죽이러뎐 기록』을 자비출판했고, 다나카에 대한 살인예비죄로 불구속 입건되지만 불기소되었다. 그 뒤 자가용 두 대를 사용해 가선활동과 책 선전을 했다.
1982년 다큐멘터리 영화 『천황의 군대는 진군한다』의 촬영이 시작되자 그 감독 하라 카즈오와 함께 서뉴기니 로케를 감행했다. 그해 9월에는 파푸아뉴기니에 단독으로 위령을 갔다. 같은 해 12월 열린 중의원 선거에서 효고현 제1구 (중선거구)에 입후보했다. 전쟁 당시 중대장 등 3명이 부하들을 죽여 식인했다는 의혹을 포착하자 그들에 대하 복수살해를 결심하고, 전 중대장의 집을 찾아내 방문했을 때 응대하러 나온 그 집 큰아들에게 개조권총을 쏘아 살인미수죄 등으로 징역 12년형을 살았다. 히로시마 구치소에 수감 중이던 1986년 9월 아내가 죽었다. 형이 확정된 후 구마모토 형무소를 거쳐 1993년 6월 북큐슈 의료형무소로 이감되었다. 1997년 8월 후츄 형무소에서 만기출소했다. 1998년 영화 『신님이 사랑하는 놈』 주연을 맡았다.
2005년 고베시내의 한 병원에서 사망했다. 죽기 직전까지 주변 사람들에게 “빠가야로”라고 떠들어댔다고 보도되었다. 그러나 오쿠자키의 지원자들은 그가 입원 중에 “모두 수고하십니다”라고 말했다고 주장했다. 오쿠자키의 사후 그의 집은 철거되어 현재는 주차장이 되었다. 하라 카즈오에 따르면 오쿠자키 부부와 오쿠자키의 모친의 묘소도 철거되어 현재는 빈터가 되어 있다.

## 같이 보기
- 천황제 폐지론